# Bertizarana
Bertizarana è un comune spagnolo di 650 abitanti situato nella comunità autonoma della Navarra.